# Skarpnäck (postort)
Skarpnäck är en postort i Söderort inom Stockholms kommun, som bildades 1993 genom att ett område avskiljdes från postorten Enskede. Postnumren ligger i serien 128 XX (delad med Sköndal och Bagarmossen som inrättades samtidigt).
Det 1985 öppnade postkontoret i området namnändrades samtidigt från Enskede 2 till Skarpnäck. Numera finns postombud i butik.
En postort med namnet Skarpnäck fanns även åren 1927 - 1933, med något annan utsträckning. 